# Piero Livi
Piero Livi (Olbia, 1 de abril de 1925 - Roma, 2 de septiembre de 2015) fue un director y guionista italiano.

## Carrera
Livi fue uno de los fundadores del Club de cineastas en su ciudad natal, y fue el organizador y el director artístico en 18 ediciones del Festival Internacional de Olbia, de 1957 hasta 1974. Comenzó su carrera en 1957 con el cortometraje Marco dal mare. Su primera largometraje fue en 1969 con ek drama neorrealista Pelle di bandito, basado levemente en la vida real del bandolero sardo Graziano Mesina, y con el que participó en el 31º Festival Internacional de Venecia. También fue director de doblaje.

## Filmografía
- Marco del mare (cortometraje, 1957)
- Visitazione (cortometraje, 1958)
- Il faro (cortometraje, 1961)
- Una storia sarda (mediometraje, 1962)
- I 60 di Berchiddeddu (cortometraje, 1965), codirigida con Aldo Serio
- Il cerchio del silenzio (cortometraje, 1966), codirigida con Aldo Serio
- Pelle di bandito (1969)
- Dove volano i corvi d'argento (1976)
- Sos laribiancos - I dimenticati (2001)
- Maria sì (2005)